# Eesti Kirjanike Kooperatiiv

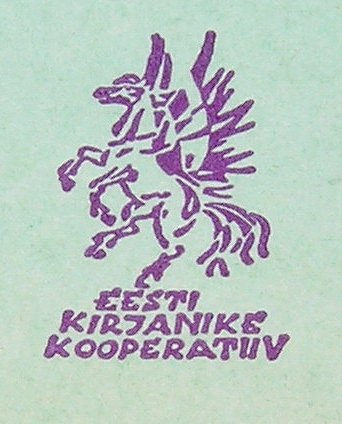
Logo des Eesti Kirjanike Kooperatiiv

Eesti Kirjanike Kooperatiiv (Estnische Schriftstellerkooperative) war ein exilestnischer Verlag, der von 1950 bis 1994 existierte.

## Gründung
Am 10. Dezember 1950 rief der estnische Exilautor Valev Uibopuu einige Kollegen zusammen, um über die Gründung eines Verlags zu beratschlagen. Außer ihm waren die Schriftsteller August Gailit und Bernard Kangro zugegen, außerdem als Mäzen Enn Vallak (1916–2007). Zwei Stunden später war der neue Verlag mit dem Namen Estnische Schriftstellerkooperative (Eesti Kirjanike Kooperatiiv, EKK) aus der Taufe gehoben. Hintergrund war die Unzufriedenheit eines Großteils der estnischen Exilautorinnen und -autoren mit der Monopolstellung des von Andres Laur (1908–1973) 1944 gegründeten Exilverlags ORTO, bei dem nur niedrige Honorare gezahlt wurden. Daher hatte es seit etwa einem Jahr schon Besprechungen und Überlegungen gegeben. Den Durchbruch brachte die Bereitschaft des Geschäftsmanns und Erfinders Enn Vallak, das Vorhaben zu finanzieren. Vallak hatte Gailit und August Mälk 1944 in einem schwedischen Flüchtlingslager kennengelernt. Als Gailit seinem Freund Henrik Visnapuu, der damals schon in den U.S.A. lebte, brieflich von den Plänen berichtete, war dieser erfreut darüber, dass Laurs ORTO bald Konkurrenz bekommen würde: „Geld hat Laur wie Heu und er würde jedes Unternehmen vernichten. Wenn aber die besseren Autoren ihm den Rücken kehren, dann ist er am Ende.“
Sitz der Kooperative wurde Lund, weil Kangro hier bereits seine Zeitschrift Tulimuld herausgab und er gute Beziehungen zur örtlichen Druckerei hatte.

## Publikationen
Insgesamt sind zwischen 1951 und 1993 bei EKK 415 Bücher verlegt worden. Alle Bücher tragen den Erscheinungsort Lund. Es gab eine sogenannte „A-Serie“, in der auf dem Buchklubprinzip Romane, Novellensammlungen und Memoiren vertrieben wurden, sowie eine „B-Serie“ für Lyrik, Jugendbücher, populärwissenschaftliche Werke oder sonstiges. Inhaltlich lag der Schwerpunkt satzungsgemäß auf der estnischen Literatur, die dementsprechend 354 Titel ausmachte, von denen 333 Originaltitel waren. Autoren mit den meisten Titeln waren Bernard Kangro (55), Arvo Mägi (35), Karl Ristikivi (20) und Valev Uibopuu (22).
Außerhalb der Serien ist eine Sammlung mit übersetzten Gedichten von Bernard Kangro erschienen:
- Flucht und Bleibe. Gedichte in Auswahl. Deutsch von Hermann Stock. Lund: Eesti Kirjanike Kooperatiiv; Köln und Garmisch-Partenkirchen: Schweitzer in Komm. 1954. 96 S.